# Herb Oświęcimia
Herb Oświęcimia – jeden z symboli miasta Oświęcim w postaci herbu.

## Wygląd i symbolika
Herb przedstawia  w polu błękitnym srebrną wieżę z czerwonym trapezowym dachem, a po jej bokach dwie połowy złotego orła Piastów górnośląskich na niebieskim tle, z głowami odwróconymi od siebie. 
Symbolika herbu nawiązuje do historii miasta – Oświęcim od XVI wieku wchodził w skład Rzeczypospolitej jako stolica powiatu śląskiego (orły) województwa krakowskiego i nadgraniczny gród Polski (symbol wieży strażniczej).